# 李炯喆
李炯喆（1971年2月19日—），韓國男演員，常見譯名為「李亨哲」。

## 演出作品

### 電視劇
- 1999年：SBS《KAIST》
- 2003年：MBC《男人香氣》
- 2003年：KBS《粉兒》
- 2003年：MBC《沙漠之泉》
- 2005年：MBC《姊妹海》飾演 宇忠根
- 2006年：MBC《我人生的Special》
- 2006年：MBC《飛越彩虹》
- 2007年：SBS《戀人啊》飾演 張玄實
- 2007年：MBC《還是喜歡你》飾演 明芝的戀人（特別出演）
- 2008年：SBS《On Air》飾演 陳尚宇
- 2009年：SBS飾演 李成道
- 2010年：MBC《Pasta》飾演 琴錫浩
- 2011年：SBS《薔薇的戰爭》飾演 黃東卓
- 2013年：SBS《張玉貞，為愛而生》飾演 福善君
- 2013年：MBC《真是了不起》飾演 車宇城
- 2015年：MBC《女王之花》飾演 徐仁哲
- 2016年：SBS《倒數第二次戀愛》飾演 朴燦秀
- 2017年：MBC《歸來的福丹芝》飾演 朴宰鎮
- 2023年：Netflix《愛你的凱蒂》飾演 韓順錦

### 電影
- 1997年：《The Last Defense》
- 2002年：《口哨公主》
- 2004年：《我的朋友好野蠻》
- 2006年：《Love Phobia》（客串）
- 2012年：《鐵線蟲》
- 2019年：《姊姊》飾演 河尚萬

## 外部連結
- 李炯喆的Instagram帳戶
- NAVER搜索 （页面存档备份，存于）